# Horace and Pete
Horace and Pete es una serie web estadounidense de género cómico-dramático creada por Louis C.K. y protagonizada por C.K. y Steve Buscemi interpretando a Horace y Pete, dueños de un bar llamado Horace and Pete's. El primer episodio fue lanzado el 30 de enero de 2016 en el sitio web de C.K.

## Reparto
- Louis C.K. como Horace Whittell VIII.[3]
- Steve Buscemi como Pete.[3]
- Edie Falco como Sylvia.[3]
- Steven Wright como Leon.[3]
- Kurt Metzger como Kurt.[3]
- Alan Alda como Uncle Pete.[3]
- Jessica Lange como Marsha.[3]

### Invitados
- Aidy Bryant como Alice.[3]
- Rebecca Hall como Rachel.[3]
- Nick DiPaolo como Nick.[3]
- Laurie Metcalf como Sarah.

## Desarrollo
El primer episodio fue lanzada el 30 de enero de 2016 sin ningún anuncio previo. Los suscriptores incluidos en la lista de correos electrónicos de C.K. recibieron la noticia primero. Es una continuación del modelo de venta directa al consumidor que C.K. empleó exitosamente con contenidos previos.

## Recibimiento
Las críticas han sido positivas en su mayoría, muchas de ellas notando que la serie parece filmada como una obra de teatro.